# Ektodomen
Ektodomen je domen membranskog proteina koji se pruža u ekstracelularni prostor (prostor izvan ćelije). Ektodomeni su obično deo proteina koji inicira kontakt koji dovodi do prenosa signala. Kod SARS koronavirusa ektodomeni su odgovorni za vezivanje za i ulaz u ćeliju tokom infekcije.